# Moringa stenopetala
Espèce
Classification phylogénétique
Moringa stenopetala est une espèce d'arbre de la famille des Moringaceae originaire de la région du lac Baringo au Kenya ainsi que d'Éthiopie.
Toutes les espèces de Moringa produisent un liquide sucré au niveau des feuilles. Celui-ci est particulièrement abondant chez Moringa stenopetala.

## Synonymes
- Donaldsonia stenopetala Baker f.
- Moringa streptocarpa Chiov.